# 大萩康司
大萩 康司（おおはぎ やすじ、1978年4月7日 - ）は、日本のギタリスト。宮崎県小林市出身。

## 人物・来歴
9歳より母の手ほどきでギターを始める。その後、萩原博、中野義久、福田進一に師事。宮崎県立小林高等学校卒業後の1997年、フランス・パリのエコールノルマル音楽院へ留学。翌年の1997年、パリのコンセルヴァトワールに首席で入学。1998年、ハバナ国際ギターコンクールにて2位受賞。同時に「レオ・ブローウェル作品最優秀演奏賞」を獲得。2000年9月21日、「11月のある日」でCDデビュー。その後は国内外での数々のリサイタルに出演。チェロ奏者・趙静とのライヴでの共演や、アルバムのリリースも行っている。2004年、ホテルオークラ音楽賞を受賞。2008年、出光音楽賞を受賞。

## ディスコグラフィ

### アルバム
1. 11月のある日（2000年9月21日）
2. シエロ（2001年8月22日）
3. ブルー（2003年1月22日）
4. 島へ（2004年1月21日）
5. ハバナ（2005年6月22日）
6. ハバナ ライヴ 2005（2005年10月21日）
7. 10弦の響（2005年11月23日）／趙静との共演作
8. アクアレル（2007年2月21日）
9. 想いの届く日（2008年3月19日）
10. 風の道（2009年3月18日）
11. フェリシタシオン!（2010年5月19日）
12. ASTOR PIAZZOLLA ～アストル・ピアソラ作品集～（2012年4月4日）
13. ノクターナル（2013年8月21日）

### DVD
- 鐘のなるキューバの風景（2005年10月21日）
- 10弦の響 ライヴ（2006年4月21日）／趙静とのデュオ・ライヴ